# Ángel Ruiz y Pablo
Ángel Ruiz y Pablo (Villacarlos, 1865-Barcelona, 1927) fue un escritor español en español, catalán. 

## Biografía
Ángel Ruiz y Pablo nació el 26 de enero de 1865 en Villacarlos, Menorca, Islas Baleares. Hijo del músico militar murciano José Ruiz y Muñoz, y de la menorquina Margarita Pablo y Prats.
El 9 de noviembre de 1889 contrajo matrimonio con Catalina Manent y Victori. Su vida no fue fácil ni cómoda, siendo padres de doce hijos. 
Ángel trabajó de joven en una imprenta de Mahón y posteriormente en Ciudadela de Menorca como empleado bancario. Se inició en el periodismo escribiendo en la prensa menorquina y en el periódico La Almudaina de Palma, donde hizo sus primeras publicaciones en español. 
En 1895 ya había publicado tres libros en español y con el libro Per fer gana inició su producción literaria en catalán. A partir de ese momento comenzó a relacionarse con escritores insulares muy importantes, como por ejemplo Joan Alcover, con quien mantuvo una larga amistad. En octubre se celebró el Primer Congreso Internacional de la Lengua Catalana, cuyo objetivo principal era orientar los estudios sobre la lengua catalana para redactar la gramática de esta lengua, donde Ángel Ruiz y Pablo participó comunicando los anglicismos que había en el menorquín.
En 1911, debido a una grave crisis económica que sufrió, tuvo que partir hacia Barcelona, dejando en Menorca a su numerosa familia. Allí formó parte del cuerpo de redacción de La Vanguardia y fue propulsor de los Juegos Florales en el 1919.
Ángel Ruiz Y Pablo murió el 16 de noviembre de 1927 en Barcelona, a los 62 años.
Actualmente, en su pueblo natal, Villacarlos, se halla la escuela pública de educación primaria cuyo nombre es el de este autor. En Ciudadela de Menorca, hay una calle nombrada en su honor.

## Estilo
Ángel Ruiz y Pablo fue un autor que perteneció al modernismo. Cultivaba la lengua española y catalana en toda su producción literaria. Su producción catalana consiste en un conjunto de artículos de carácter costumbrista. Una de estas obras Per fer gana, escrita en 1895. También publicó tres novelas cortas de gran calidad, como Del cor de la Terra, y poesía. 
El principal propósito del autor está expuesto claramente en sus obras. Casi todas ellas presentan un profundo sentimiento religioso, tanto los artículos como las novelas.
Sus obras poéticas fueron influenciadas por escritores como Joan Alcover y Miquel Costa y Llobera, incluso por románticos tardíos como Bécquer. 
Ángel Ruiz y Pablo fue un gran representante de la producción narrativa costumbrista y, a raíz de esto, es considerado uno de los mejores exponentes de las letras catalanas en Menorca a principios del siglo XX.

## Obras
Las obras principales de Ángel Ruiz y Pablo son: 

### Poesía
- Poesías (1886 y 1912)
- Les seves poesías (1911)

### Ensayos
- Tipos y costumbres de mi tierra (1888)
- Doce días en Mallorca: impresiones de viaje (1892)
- Impresiones de un peregrino en Roma (1901)
- Del Cor de la terra: proses menorquines (1910)
- La Codicia de la "Entente": Los pactos secretos (1917)
- Historia de la Real Junta Particular de Comercio de Barcelona: 1758 á 1847 (1919)

### Novelas
- Oro y escorias (1893)
- La nevatilla (1900)
- Episodios Ribereños (1906)
- El último Hidalgo (1912)
- Clara sombra (1915)
- Las metamorfosis de un erudito: Crisis de un alma (1918)
- El final de una leyenda (1922)
- Vida de El Cid Campeador (1928)

### Artículos
- Per fer gana (1895)

### Novelitas
- Tormenta (1907)